# Карпівці (Житомирський район)
Ка́рпівці — село в Україні, у Вільшанській сільській територіальній громаді Житомирського району Житомирської області. Населення становить 2 037 осіб (2001).

## Історія
Село Карпівці розміщене по обидва боки річки Тетерів. Першими поселенцями села Карпівці були землероби. Густі ліси й болота надійно захищали жителів села від нападу турків і татар. Першими відомими власниками Карповець були польські графи Карвіцькі, а саме генерал-майор, граф Ян, син Юзефа, Дунін-Карвіцький, який мав у своїй власності також села Волосівку і Бейзимівку. За архівними документами саме Ян Карвіцький дбав про облаштування місцевого кладовища, на його кошти була побудована у 1800 році кам'яна каплиця для богослужінь і інших відповідних потреб.
У 1810-му році, після смерті графа, його маєтності успадкував син — Станіслав Карвіцький. Разом із землями у його власність перейшли 672 селянина чоловічої статі, які були кріпаками, разом із своїми сім'ями. На той час у селі налічувалось 13 вільних осіб чоловічої статі.Молодий граф постійно позичав гроші, а заставою були кріпаки. Не спромігшись повернути борг, Станіслав Карвіцький змушений був віддати Бейзимівку. Досить часто в оренду на певний період віддавалися і Карпівці.
Належало поміщикові Синицькому. Станом на 1901 рік в селі налічувалося 435 жилих дворів у яких проживало 2550 осіб. У 1913 році дворяни Емануїл та Андріан Сініцькі володіли землею у розмірах 1700,5 та 1493,5 десятин.
У 1911 році у селі було засновано однокласне училище. У ньому навчались 61 хлопчик і 21 дівчинка. На школу держава відпускала всього 255 карбованців, а община вносила ще 359 карбованців. В селі був один учитель — Табарук Володимир Абакумович.
З 1912 року навчання проходило в парафіяльній школі. В ній навчалося 63 учні, з них 20 дівчаток.
27 липня 2018 року включене до складу новоутвореної Вільшанської сільської територіальної громади Чуднівського району Житомирської області. Від 19 липня 2020 року, разом з громадою, в складі новоствореного Житомирського району Житомирської області.

## Відомі люди
- Дишкант Віталій Іванович (1989—2022) — старший солдат Збройних Сил України, учасник російсько-української війни, що загинув у ході російського вторгнення в Україну в 2022 році.
- Кузніцов Михайло Анатолійович (1983—2022) — солдат Збройних Сил України, учасник російсько-української війни, що загинув у ході російського вторгнення в Україну в 2022 році.